# Belopotoczky Kálmán
Belopotoczky Kálmán (németül: Coloman Belopotoczky) (Rózsahegy, 1845. február 6. – Nagyvárad, 1914. december 15.) katolikus pap, az Osztrák–Magyar Monarchia tábori apostoli vikáriusa (tábori püspöke).

## Pályafutása
Tanulmányait Rózsahegyen és Lőcsén végezte, majd Innsbruckban tanult teológiát a Szepesi egyházmegye papnövendékeként. 1868. június 14-én szentelték pappá. Ezt követően az Augustineumban tanult tovább, és 1872-ben a Bécsi Egyetemen teológiai doktorátust szerzett.
A szepeshelyi papi szeminárium tanulmányi felügyelőjeként, majd 187-től a Központi Papnevelő Intézet tanulmányi felügyelőjeként szolgált. 1882. február 19-től az Augustineum tanulmányi igazgatója volt.

### Püspöki pályafutása
1890. június 16-án az Osztrák–Magyar Monarchia tábori apostoli vikáriusává (tábori püspökévé), június 24-én tricalei címzetes püspökké nevezték ki. Október 5-én szentelte püspökké Császka György szepesi püspök Szepeshelyen, Bubics Zsigmond kassai és Vályi János eperjesi püspök segédletével.
1895. július 1-jei bécsi zászlószentelési beszédét Magyarországon ellenérzéssel fogadták. 1903-tól valóságos belső titkos tanácsos, 1904-től római gróf és tiszteletbeli pápai trónálló volt.
1911. március 21-én lemondott hivataláról.